# Schreiteria macrocarpa
Schreiteria es un género de plantas de la familia Montiaceae. Su especie, Schreiteria macrocarpa, es originaria de Argentina.

## Taxonomía
Schreiteria macrocarpa fue descrito por (Speg.) Carolin y publicado en Parodiana 3(2): 330. 1985.
Sinonimia
- Calandrinia macrocarpa Speg.	[3]